# 붉은목덤불왈라비
붉은목덤불왈라비(Thylogale thetis)는 캥거루과에 속하는 작은 유대류의 일종이다. 오스트레일리아 동부 해안 지역 숲에서 서식한다. 몸길이는 29~62cm이고 꼬리 길이는 27~51cm이다. 몸무게는 암컷이 평균 3.8kg, 수컷이 7.0kg 정도이다. 주로 야행성 동물이고 부끄럼을 아주 많이 타며, 일반적으로 초원 주변의 온대 숲에서 서식하며 낮에는 숲에서 숨어 지내고 저녁 어스름에 풀을 뜯기 위해 초원으로 나온다.
붉은목덤불왈라비는 갈색-회색을 띠고 배쪽은 크림색이며, 목과 어깨는 붉은색 색조를 띤다. 오스트레일리아 북부 지역의 가을과 봄에, 그리고 오스트레일리아 남부 지역에서 여름에 번식을 한다. 딩고와 붉은여우를 포함한 포식자들, 그러나 특히 토지 개간을 서식지 파괴가 현재 이 종에 대한 가장 큰 멸종 위협 요인이다.
그러나 현재 멸종위기종으로 분류되고 있지는 않다. 근연종은 붉은다리덤불왈라비이다.